# Jason Kidd
Jason Kidd (23 de març de 1973, San Francisco, Califòrnia) és un entrenador i exjugador professional de bàsquet estatunidenc.

## Biografia
Kidd va ser el setè fill de Steve i Anne Kidd, ell afroamericà, ella descendent d'irlandesos. Va créixer en un barri de classe mitjana alta d'Oakland. En pistes de bàsquet d'aquesta ciutat va coincidir en nombroses ocasions amb un altre base ja mític de la lliga, Gary Payton.

### Etapa universitària
Després de deixar l'institut Kidd es va matricular a la Universitat de Califòrnia, Berkeley per jugar als Golden Bears d'aquest centre, proper a la seva llar i enquadrada en la divisió Pacific 10 Conference de la NCAA. Durant la seva estada en la universitat va ser escollit per al First Team All-American en el seu segon any. A més, va aconseguir amb la seva contribució que els Golden Bears es classifiquessin dues vegades en el torneig final de la NCAA.

### Etapa de jugador
En 1994 es declarà elegible per al Draft de l'NBA i va ser escollit pels Dallas Mavericks en la segona posició. Durant la seva primera temporada fa de mitjana més d'11 punts, 5 rebots i 7 assistències per partit, mitjanes que el fan mereixedor de compartir amb Grant Hill (dels Detroit Pistons) el premi de millor Rookie (debutant) de l'any.
La temporada 96-97 Kidd va ser traspassat als Phoenix Suns i comença allí una etapa de cinc anys on no fa més que confirmar-se com un dels millors bases del moment.
Un incident marca la carrera de Jason Kidd i el final de la seva trajectòria a Phoenix, ciutat que serveix com residència a una elevada xifra de jubilats en USA i tradicionalment un lloc de conviccions no gaire liberals. La llegenda diu que després d'un esbroncada exagerada a un dels seus fills per un simple plat de patates fregides Jason Kidd i la seva dona Juwana, dona de conegut i marcat temperamental caràcter, comencen una acalorada discussió que pel que sembla acaba violentament. Aquest succés escandalitza la societat de la ciutat d'Arizona i Kidd és traspassat als Nets.
La franquícia de Meadowlands mai havia aconseguit grans resultat fins a l'any 2001. Amb l'arribada de Jason Kidd, l'elecció de Kenyon Martin en el número 1 del draft de 2000 i amb Byron Scott com a entrenador principal els resultats milloren. Durant les temporades 2001-2002 i 2002-2003 els New Jersey Nets dominaren la Conferència Est i aconseguiren arribar a les finals de l'NBA en dues ocasions, perdent davant els Los Angeles Lakers i els San Antonio Spurs respectivament.
El juliol de 2004 fou intervingut d'una microtrencada en el genoll, lesió de la qual molts jugadors com Allan Houston, Penny Hardaway, Chris Webber o Kenyon Martin mai han aconseguit recuperar-se per a tornar al seu nivell. Aquest fet unit al desmembrament de l'equip que havia portat als Nets al primer lloc de la seva conferència donat el traspàs de Kerry Kittles, la no renovació de Martin i la polèmica sortida de l'entrenador pels seus problemes amb la plantilla, no auguraven bons temps.
Malgrat tot el 5 dels Nets es va recuperar i gràcies a la incorporació de Vince Carter a mitja competició van tornar a classificar-se als Playoffs i el 2006 van guanyar novament el títol de la Divisió Atlàntica. En dues postemporades els Miami Heat es van creuar en el seu camí. El 2007 Jason Kidd va tornar al seu millor nivell, fet que li va valdre per a ser inclòs en l'All-Star Game.
Per una altra part en el pla personal s'ha anunciat el seu divorci de la seva esposa Juwana, aquesta ha promès donar guerra i airejar tots els draps bruts de la parella i del vestuari del seu marit per a aconseguir dur-se el major nombre de dòlars possible.
Kidd és ja part de la història del bàsquet en els Estats Units, és el tercer jugador que més triples dobles ha aconseguit en l'NBA només per darrere de Magic Johnson i Oscar Robertson.
El 2007 fou traspassat als Dallas Mavericks, equip amb el qual es proclamaria campió de l'NBA la temporada 2010-2011, derrotant a la final els Miami Heat liderats per Lebron James.
El 3 de juny de 2013 Jason Kidd anuncià la seva retirada del basquetbol professional després de disputar l'última temporada amb els New York Knicks.
Durant les 19 temporades en les quals va jugar a l'NBA, Kidd assolí unes mitjanes de 12,6 punts, 8,7 assistències, 6,3 rebots i 1,9 recuperacions de pilota, en els 1.391 partits de lliga regular que disputà. Es classificà pels playoffs 17 temporades consecutives amb els seus respectius equips, fase en la qual assolí unes mitjanes de 12,9 punts, 8,0 assistències, 6,7 rebots i 1,9 recuperacions en 158 partits disputats.

### Etapa d'Entrenador
El 12 de juny de 2013 Jason Kidd va ser anunciat com a nou entrenador dels Brooklyn Nets. Va firmar per quatre temporades, l'última de les quals no garantida. De 2014 a 2018 fou l'entrenador dels Milwaukee Bucks.

## Rècords
- 101 triples dobles en la seva carrera
- 4a millor mitjana d'assistències de la història (9,3)
- Inclòs en el primer equip de l'NBA en les temporades 2003-04, 2001-02, 2000-01, 1999-00 i 1998-99
- Inclòs en el segon equip de l'NBA en les temporades 2002-2003
- Inclòs en el primer equip defensiu en les temporades 2003-04, 2001-02, 2000-01 i 1998-99
- Inclòs en el segon equip defensiu les temporades 2004-05, 2002-03 i 1999-00
- 8 vegades All-Star (1996, 1998,2000,2001,2002,2003,2004 i 2007)
- Un dels 4 únics jugadors que han liderat la classificació d'assistències durant 3 temporades consecutives :1999-01 (John Stockton, 1988-96; Oscar Robertson, 1964-66; Bob Cousy, 1953-60)
- Guanyador de la medalla d'or en els Jocs Olímpics de Sydney 2000 amb la selecció nord-americana
- Record de triple dobles de la franquícia de New Jersei Nets en una temporada : 8
- Record d'anotació personal: 43 punts contra Houston Rockets, el 29 de març de 2001
- Sisè jugador de la història a aconseguir les 5000 assistències en menys partits : 531
- Guanyador de l'All Star Skill Challenge 2003